# Rotunosa intermedia
Rotunosa intermedia är en insektsart som beskrevs av Frederick Arthur Godfrey Muir 1931. Rotunosa intermedia ingår i släktet Rotunosa och familjen Tropiduchidae. Inga underarter finns listade i Catalogue of Life.